# Eibergen

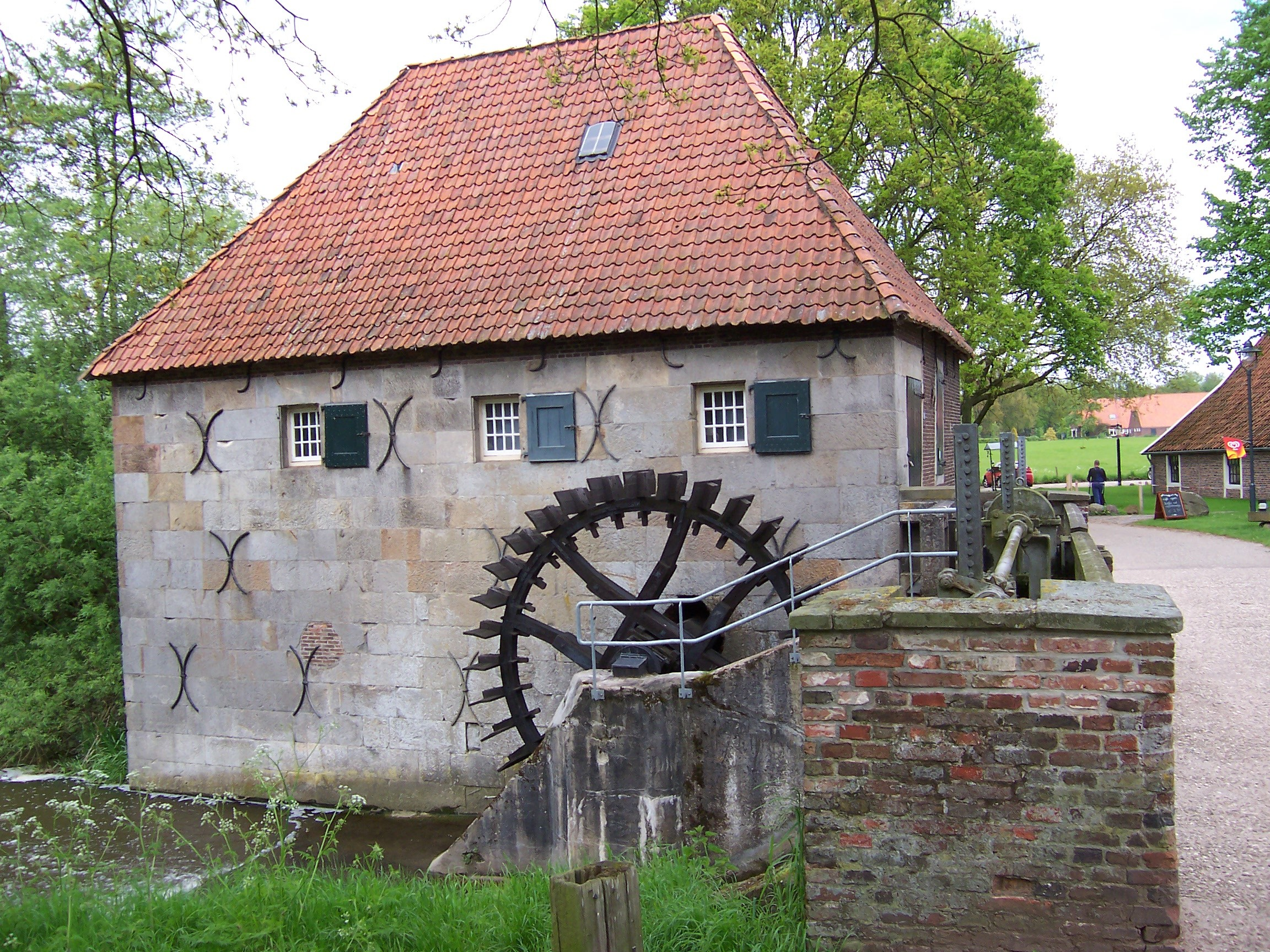
De Mallumsche Molen

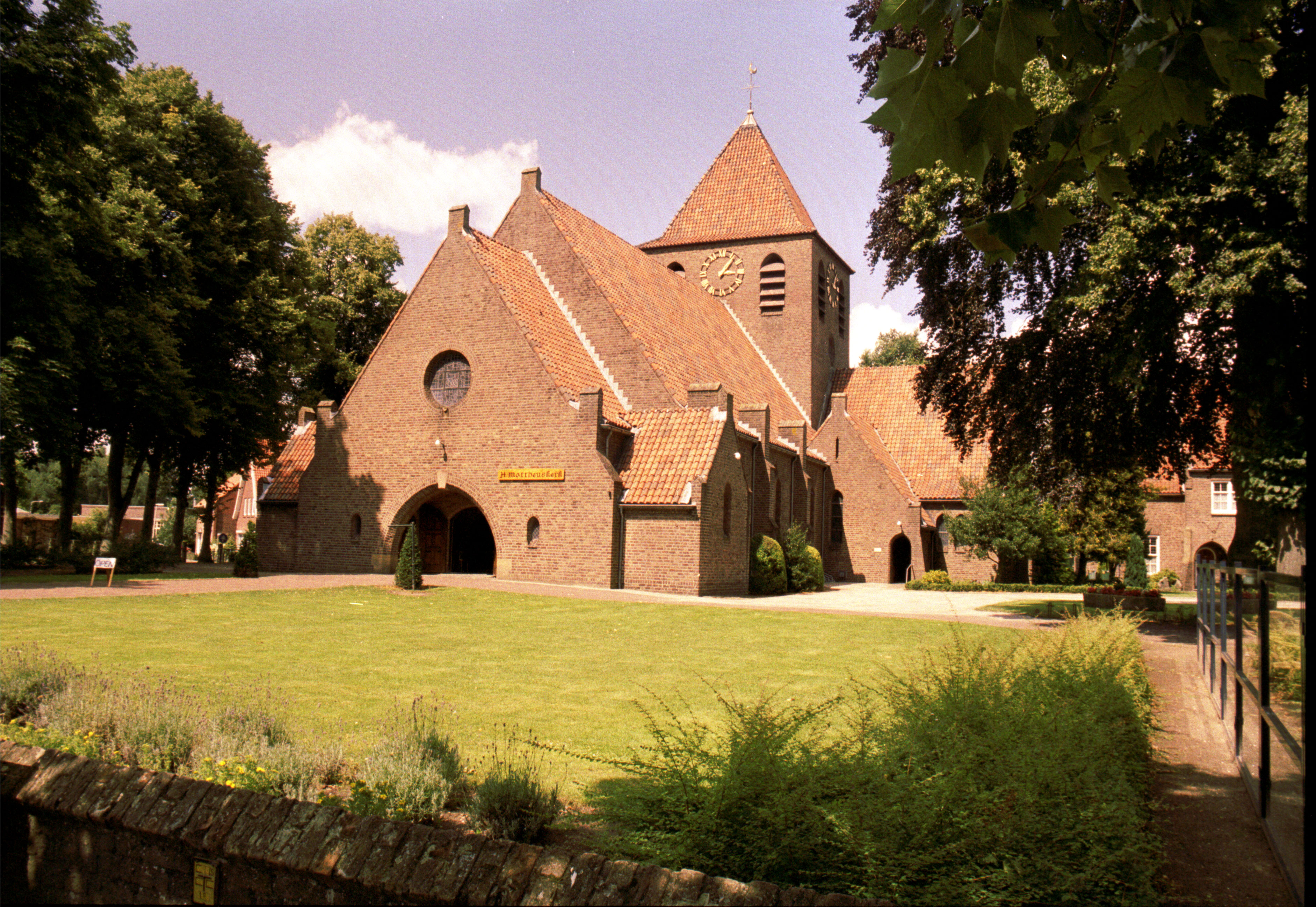
De Nieuwe Mattheüskerk.

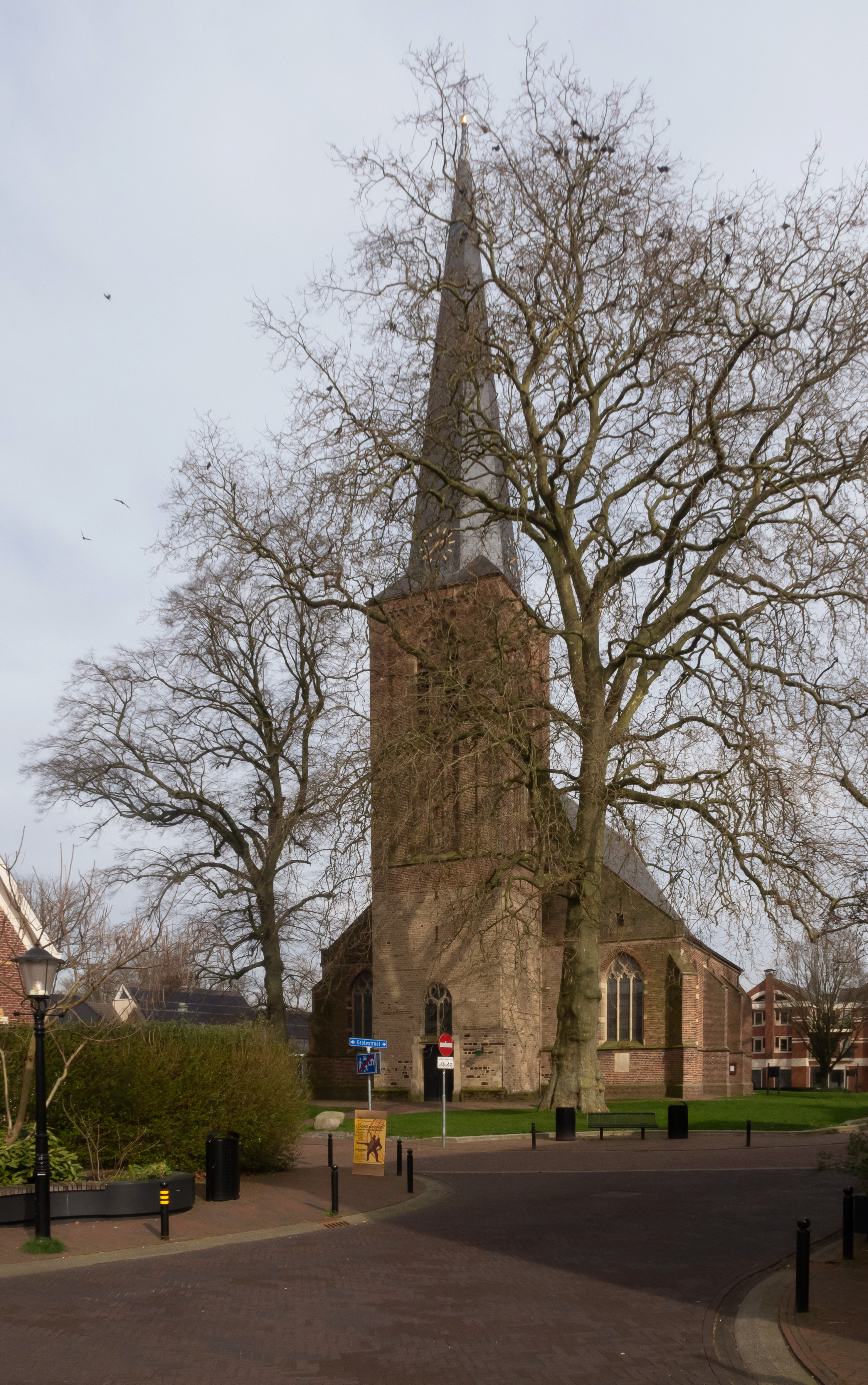
Oude Mattheüskerk te Eibergen.

Eibergen (Nedersaksisch: Eibarge) is een plaats in de gemeente Berkelland in de Achterhoek, provincie Gelderland.
Het dorp Eibergen ligt aan het riviertje de Berkel, dat ten oosten van Eibergen Nederland binnenstroomt om in Zutphen in de IJssel uit te monden. Binnen de bebouwde kom wonen ongeveer 11.225 mensen. Eibergen was tot 2005 een zelfstandige gemeente met de dorpen Beltrum,  Rekken en Zwolle.

## Geschiedenis
Eibergen wordt in 1188 voor het eerst vermeld als de parochia Ecberghe. Het was toen reeds een zelfstandig kerspel, waartoe de buurschappen Olden Eibergen, Hupsel, Haarlo en de Waterhoek, Mallem en Rekken behoorden. Ook het kasteel van de Heerlijkheid Borculo behoorde tot 1509 tot het kerspel. Wereldlijk behoorde het gehele kerspel daartoe. Kerkpatroon van Eibergen was de apostel en evangelist Matteüs.
In de 15e eeuw moet Eibergen de beschikking hebben gekregen over enige stedelijke rechten. Het stadsbestuur bestond uit vier indirect door de burgerij gekozen burgemeesters en twee gemeenslieden. De jaarlijkse verkiezing had plaats op Sint Matthias (24 februari) in de Oude Mattheüskerk van Eibergen. Bekend is dat er in de 12e eeuw al een kerk stond op deze plaats. De huidige kerk is rond 1500 in gotische stijl gebouwd en is sinds de Reformatie in 1616 protestants.
In Eibergen bevond zich een borg. De plaats beschikte over eenvoudige verdedigingswerken in de vorm van een doornenhaag en poort.
De stad was verdeeld in 9 rotten of wijken met ieder een eigen rotmeester. Elk rot koos een keurnoot. De negen keurnoten kozen de burgemeesters en gemeenslieden achter gesloten deuren in de (latere) consistoriekamer. Medebepalend voor de vraag of het stadsbestuur mocht blijven of vervangen zou worden, was de afloop van de voorafgaand aan de verkiezingen plaatshebbende controle van de jaarrekening, die door het zittende college was opgesteld.
Er waren drie gilden: een weversgilde, een kleermakersgilde en een schoenmakersgilde. Het zegel dat het stadsbestuur gebruikte was afgeleid van dat van de heren van Borculo: de drie Borculose bollen werden drie Eibergse eieren. (Ter overweging: op een oude kaart uit 17e-18e eeuw wordt melding gemaakt van "Eyburg". Voorheen heette Eibergen Eckberge. Eck zou kunnen staan voor eik en derhalve zouden de drie "bollen" drie eikels kunnen zijn.)
Een volle stad is Eibergen nooit geworden, want de rechtspraak, hoog en laag, bleef bij de Heer van Borculo. De burgemeesters voerden tevens de administratie over de mark van Eibergen en de Holterhoek. Hoewel de buurschap Haarlo tot in het midden van de negentiende eeuw tot het kerspel Eibergen bleef behoren, werd zij in de 16e eeuw bestuurlijk daarvan afgesplitst en onderdeel van de Borculose voogdij Geesteren. De voogdij Eibergen was dus kleiner dan het kerspel en bestond uit: het stadje Eibergen met de Holterhoek en de buurschappen Olden Eibergen, Hupsel, Mallem en Rekken.
Op 13 april 1819 werd de gemeente Beltrum, met de buurschappen Beltrum, Lintvelde, Avest en Zwolle, toegevoegd aan Eibergen. De aldus gevormde gemeente Eibergen ging, met uitzondering van de buurtschap Zwolle en kleine delen van Avest en Beltrum, per 1 januari 2005 door een gemeentelijke herindeling op in de nieuwe gemeente Berkelland, waarvan ook de voormalige gemeenten Borculo, Neede en Ruurlo deel uitmaken.
Tijdens de stormramp op 1 juni 1927 werd de gemeente getroffen door een tornado. Hij trok van zuidoost naar noordwest, via de buurschappen Voor-Beltrum, Avest, Hupsel en Olden Eibergen naar het dorp Neede. In de gemeente Eibergen vielen de meeste doden.

## Politiek
De laatste (waarnemend) burgemeester van Eibergen was Ed Tjaberings. Kijk hier voor een volledig overzicht van burgemeesters van Eibergen. Zie hiernaast de verkiezingsuitslagen van de gemeenteraadsverkiezingen van Eibergen in de periode van 1990 tot 2002.

## Monumenten
Een monument in Eibergen is De Mallumsche Molen: een uit 1748 daterende watermolen met bijbehorend Muldershuis alhoewel de vroegste vermelding van een watermolen op deze locatie dateert uit 1424. De molen, de sluis, het muldershuis en de omgrachting van de vroegere havezathe zijn vier aparte rijksmonumenten. Elke zaterdag is het gebouw geopend en wordt er meel gemalen door vrijwillige molenaars. Het Muldershuis is een van oorsprong Saksische boerderij uit 1753. Zoals de naam al zegt gaat het om het huis van de molenaar van de watermolen. Het gebied rond deze molen is beschermd dorpsgebied.
In het centrum van Eibergen is het museum voor lokale geschiedenis Museum de Scheper gevestigd. Het museum (een voormalig herenhuis met koetshuis) en ook de daarachter gebouwde boerderij De Vuurever zijn gemeentelijke monumenten.

## Bekende Eibergenaren / geboren in Eibergen
- Willem Sluyter (1627-1673), dominee en schrijver
- Willem Kölling (1869-1935), oprichter en directeur Gazelle rijwielfabriek
- Willem Boesnach (1844-1917), impresario en komedie-acteur
- Hendrik Odink (1889-1973), dialectschrijver en plaatselijk historicus
- Menno ter Braak (1902-1940), schrijver en essayist
- Herman Wisselink (1918-1995), politicus en leraar
- Wim Izaks (1950-1989), beeldend kunstenaar
- Annie Borckink (1951), schaatsster
- Jan Endeman (1957), voetballer
- Henri Kiens (1965), triatleet
- Miryanna van Reeden (1967), actrice
- Wilma Borgman (1968), politiek verslaggeefster NOS[3]
- Mariska Overman (1970), schrijfster
- Mike Schäperclaus (1973), musicus/percussionist
- Marjolein Rothman (1974), kunstschilder
- Astrid Bussink (1975), documentairemaker
- Pascal Averdijk (1977), voetballer
- Judith Pietersen (1989), volleybalster
- Rob Goossens (1990), journalist
- Suus Verdaasdonk (2006), voetbalster

## Overige

### World Police Indoor Soccer Tournament
Op initiatief van de Eibergse politie bestaat sinds 1982 het World Police Indoor Soccer Tournament. Dit is in de loop der jaren uitgegroeid tot het grootste evenement in zijn soort. Jaarlijks komen er ruim drieduizend deelnemers uit meer dan vierenvijftig deelnemende landen.

### Achterhoek Berkelland Rally
De Achterhoek Berkelland Rally is een autorally welke sinds 2019 verreden wordt in de Achterhoek. Eibergen fungeert als start- en finishplaats van de rally, waarvan het parcours zich uitstrekt ten oosten en westen van Eibergen in de gemeente Berkelland. De Achterhoek Berkelland Rally maakt deel uit van het Nederlands kampioenschap rally.

### Afluisterpost
De Nederlandse afluisterdienst Joint Sigint Cyber Unit (JSCU) heeft in Eibergen-Holterhoek een terrein met een reeks van antennes waarmee hoogfrequent radioverkeer uit het buitenland wordt afgeluisterd.

### Twenteroute
Het dorp werd doorsneden door de zogenoemde 'Twenteroute': de N18, die de A18 met Enschede verbindt. Tientallen jaren werd gesproken over een rondweg om Eibergen, al dan niet in combinatie met het doortrekken van de A18 tot aan Enschede. In 2010 werd besloten om een rondweg om Eibergen aan te leggen. Ook de rest van het tracé Varsseveld - Enschede werd mee aangepast. De nieuwe weg werd in 2018 geopend.